# Koenigia islandica
Koenigia islandica es una especie de planta con flores anuales de la misma familia que el trigo sarraceno, Polygonaceae y es la especie tipo del género Koenigia. Es una planta muy pequeña y crece sobre grava húmeda y pedregal en la tundra ártica y prados alpinos.
Durante mucho tiempo el único representante del género Koenigia (Polygonaceae) fue la K. islandica. El aislamiento de esta especie a su género fue reducido por Karl Olov Hedberg en 1946, quien eliminó varias especies de Polygonum hacia Koenigia basándose en la similitud del polen.

## Descripción
La Koenigia islandica es una planta anual diminuta, sin pelo, con una raíz principal delgada. Crece hasta una altura de 1 a 2 cm (0,4 a 0,8 plg) y es una de las plantas más pequeñas del mundo. Tiene tallos simples o ramificados, a menudo rojizos, que enraízan en los nudos inferiores. Las hojas están dispuestas en pares opuestos, fusionadas en la base a una vaina corta que rodea el tallo. Las láminas de las hojas son hasta 3 mm (0,12 plg) de largo, de forma obovada, oblongo o elíptico, con punta roma. La inflorescencia es una cima de pocas flores con varias brácteas. Las flores individuales son verdes, blancas o rosadas, bisexuales, con tres tépalos, tres estambres y tres carpelos fusionados. El fruto es una nuez de tres lados que contiene una sola semilla. La floración se produce durante los meses de julio y agosto. 

## Distribución y hábitat
La Koenigia islandica tiene una distribución circumboreal ártica/alpina. Tiene una amplia área de distribución circumpolar en las regiones árticas del hemisferio norte, que se extiende hacia el sur en las regiones alpinas de las cadenas montañosas templadas de América del Norte, Groenlandia, el norte de Europa, Asia central y septentrional, así como hacia el hemisferio sur en el extremo sur de Argentina y Chile.
Por lo general, se encuentra creciendo en la tundra ártica, en pedregal húmedo, en áreas de grava húmeda, cerca de lagos, estanques y arroyos, en prados alpinos y junto a parches de nieve derretida, en altitudes de hasta 4000 m (13 000 pies). En los Estados Unidos, se encuentra en los estados de Alaska, Colorado, Montana, Utah y Wyoming .  En Gran Bretaña está restringido a lugares dispersos en la Isla de Skye y la Isla de Mull.

## Ecología
En la isla de Svalbard, la K. islandica se encuentra en depósitos aluviales húmedos, orillas de lagos y áreas desnudas perturbadas, creciendo sobre la superficie negra formada por musgos, hepáticas y corteza de algas. Es una de las tres únicas plantas vasculares anuales presentes en la isla y la única común, y con su área de distribución que se extiende hasta la zona de la tundra ártica norte. Su capacidad para existir en estos ambientes hostiles donde la perenneidad es una característica dominante de la vida vegetal hace de la K. islandica un ejemplo de adaptación de las plantas a ambientes extremos. Se considera la planta anual más resistente del mundo.
Su éxito puede deberse a que se limita a sitios húmedos, dicha humedad modera el clima, haciéndolo más cálido si el clima tiende hacia lo frío y más fresco en climas cálidos y secos. Debido a su baja tolerancia a las altas temperaturas, la distribución de K. islandica está directamente relacionada con las temperaturas máximas de la temporada de crecimiento y, por lo tanto, podría proporcionar un valioso modelo de alerta temprana modificaciones climáticas y contribuir a una comprensión general de la respuesta biótica al cambio ambiental.
Incluso cuando la planta muere por el calor o la sequía después de la floración, la planta puede marchitarse y secarse, pero los frutos aún pueden producir semillas viables. La dispersión de las semillas se realiza mediante pájaros y agua. Las semillas pueden permanecer en el suelo durante años antes de germinar cuando las condiciones son adecuadas. 